# Powiatowa i Miejska Biblioteka Publiczna w Bochni
Powiatowa i Miejska Biblioteka Publiczna im. Jana Wiktora w Bochni – samorządowa instytucja kultury, miejska biblioteka publiczna, pełniąca funkcję biblioteki powiatowej, mieszcząca się w Bochni. Gromadzi, opracowuje i udostępnia zbiory z zakresu literatury pięknej dla dzieci i dorosłych, publikacje naukowe i popularnonaukowe, wydane w formie tradycyjnego kodeksu lub audiobooka oraz publikacje regionalne, a także czasopisma, broszury i druki ulotne. Realizuje bogatą ofertę kulturalną, edukacyjną i informacyjną.

## Historia
1 kwietnia 1946 roku Kuratorium Okręgu Szkolnego Krakowskiego powołało Marię Bielawską na kierowniczkę Powiatowej Biblioteki w Bochni. Datę tę przyjmuje się za datę powstania biblioteki. Zalążek księgozbioru stanowiły resztki przedwojennych bibliotek w Bochni, przechowywane przez różne osoby w domach prywatnych. Bibliotekę ulokowano w budynku dawnego szpitala – przytułku dla ubogich pw. św. Macieja. W XVI wieku w miejscu tym mieszkał profesor Akademii Krakowskiej Szymon Zacjusz, który skupiał życie kulturalne w mieście. W budynku tym rozpoczęły pracę dwie biblioteki: Miejska i Powiatowa. Uroczyste otwarcie Miejskiej Biblioteki Publicznej nastąpiło 24 czerwca 1946 roku. Była to pierwsza komórka sieci bibliotecznej na terenie powiatu bocheńskiego. Pod koniec 1948 roku wszystkie wsie i przysiółki w powiecie miały zorganizowane punkty biblioteczne, przy czym niektóre stopniowo przemianowane zostały na biblioteki gminne. W latach 50. sukcesywnie adaptowano kolejne pomieszczenia budynku przy ul. Adama Mickiewicza 5 na potrzeby biblioteki. W 1951 roku otwarto, utworzoną na wzór duński nowoczesną czytelnię. W roku 1957 biblioteka przyjęła nazwę „Biblioteka – Dom Kultury”, poszerzając zakres działań o formy pracy charakterystyczne dla domu kultury. Było to eksperymentalne na skalę kraju przedsięwzięcie. W latach 1969–1985 na terenie miasta powstało 6 filii bibliotecznych, które nadal funkcjonują. W 1975 roku, w wyniku Reformy administracyjnej w Polsce nastąpiło zniesienie powiatu bocheńskiego, bibliotekę przemianowano na Miejską Bibliotekę Publiczną. Funkcję powiatowej zaczęła ponownie pełnić w 1999 roku. W 2010 roku uruchomiono katalog on-line, który rejestruje dokumenty zgromadzone i przechowywane w bibliotece.

## Działalność
Powiatowa i Miejska Biblioteka Publiczna w Bochni oprócz zasadniczych funkcji, jakimi są gromadzenie, opracowywanie i udostępnianie zbiorów, realizuje bogatą ofertę kulturalną i edukacyjną oraz szereg działań na rzecz upowszechniania czytelnictwa. Prowadzi również działalność informacyjną, bibliograficzną, popularyzatorską i instrukcyjno-metodyczną. W bibliotece od początku jej istnienia organizowane są wystawy książkowe, konkursy czytelnicze, pogadanki, inscenizacje, wystawy artystów plastyków, spotkania autorskie, koncerty muzyczne. Różnorodne formy pracy realizowano już pod koniec lat 50., w ramach m.in. zespołów plastyków, radioamatorów, akordeonistów, mandolinistów. Przy bibliotece działał również zespół teatralny, balet dziecięcy, kursy nauki języków obcych oraz zespół redakcyjny, który wydawał powielane pisemko satyryczne „Fiołek”. Ogromnym sukcesem było wydanie w 1957 roku Bocheńskiego Almanachu Literackiego, który zawiera pierwsze literackie próby przedstawicieli bocheńskiej i niepołomickiej młodzieży m.in. Ireneusza Iredyńskiego, Bogdana Loebla, Olgierda Smoleńskiego. W 1958 roku zakupiono bibliobus, który dowoził książki do odległych zakątków powiatu bocheńskiego. Z inicjatywy Józefa Mularczyka w 1992 roku zorganizowano pierwszy Salon Artystyczno-Literacki, który stał się regularną imprezą promującą artystów związanych z ziemią bocheńską. W trosce o rozwój czytelnictwa dzieci i młodzieży podejmowane są ustawicznie określone działania: konkursy i pikniki literackie, przegląd teatrzyków przedszkolnych, noc w bibliotece, akcja Cała Bochnia czyta Dzieciom. Dla najmłodszych użytkowników biblioteki organizowane są zajęcia w Klubiku Skrzata oraz Klubiku MiniMini6. Starsze dzieci i młodzież mogą doskonalić swoje literackie umiejętności na cyklicznych Warsztatach Twórczego Pisania. Od 2007 roku w bibliotece odbywają się spotkania w ramach Dyskusyjnego Klubu Książki.
Bocheńska biblioteka gościła wielu wybitnych artystów. Spotkali się tu ze swoimi czytelnikami m.in. Melchior Wańkowicz, Jan Twardowski, Ernest Bryll, Olga Tokarczuk, Joanna Olczak – Ronikier, Katarzyna Bonda, Ewa Lipska, Małgorzata Musierowicz, Jacek Hugo – Bader, Andrzej Stasiuk, Wojciech Bonowicz, Marcin Meller, Wojciech Tochman, Witold Szabłowski. Występowali wybitni muzycy i dyrygenci m.in. Wanda Wiłkomirska, Ewa Michnik, Jerzy Katlewicz, Zbigniew Wodecki, Marek Piekarczyk oraz aktorzy Anna Dymna, Jerzy Trela, Wiesław Komasa, Dorota Pomykała, Maja Komorowska.

## Nagrody i wyróżnienia
- Medal Bibliotheca Magna Perennisque, przyznany przez Zarząd Główny Stowarzyszenia Bibliotekarzy Polskich w 2001 roku[10].
- Główna Nagroda Sezonu Wydawniczo Księgarskiego IKAR 2002 – za uczynienie z biblioteki centrum życia kulturalnego środowiska, inspirujący czytelników i bibliotekarzy program edukacyjny, stworzenie miejsca przyjaznego wszystkim[11].

## Struktura organizacyjna (stan na 1 lipca 2020 r.)
- Dyrektor, ul. A. Mickiewicza 5
- Administracja, Finanse i Pracownicy Obsługi, ul. A. Mickiewicza 5
- Dział Instrukcyjno-Metodyczny, ul. A. Mickiewicza 5
- Dział Gromadzenia i Opracowania Zbiorów, ul. A. Mickiewicza 5
- Dział Udostępniania i Informacji, ul. A. Mickiewicza 5
- Wypożyczalnia dla Dorosłych, ul. A. Mickiewicza 5
- Czytelnia, ul. A. Mickiewicza 5
- Oddział dla Dzieci i Młodzieży, ul. A. Mickiewicza 5
- Dział Zbiorów Audiowizualnych, ul. A. Mickiewicza 5
- Filia Nr 1, ul. Wojska Polskiego 1
- Filia Nr 2, ul. Chodenicka 57
- Filia Nr 3, ul. Kurów 77
- Filia Nr 4, ul. Brzeźnicka 19
- Filia Nr 5, ul. Krakowska 31
- Filia Nr 6, ul. Legionów Polskich 20

Na terenie powiatu bocheńskiego funkcjonuje osiem Bibliotek Gminnych oraz dwadzieścia dwie Filie.

## Dyrektorzy
- 1946 – 1978 Maria Bielawska
- 1978 – 1984 Barbara Markiewicz – Kuźma
- 1984 – 2006 Ludmiła Gut
- 2006 – Dorota Rzepka